# 알렉산드리아 미트
알렉산드리아 미트(アレキサンドリア・ミート, Alexanria Meat)는 쾌걸 근육맨 2세에 등장하는 초인이다.

## 프로필
- 출신 : 근육별
- 신장 : 100cm
- 체중 : 25kg
- 초인강도 : 50만 파워

## 소개
만타로의 새컨드. 머리가 좋아서 천재 소리를 듣는다. 하지만, 가끔씩 과거때문에 무서워서 벌벌 떨기도 한다. 성우는 요시다 코나미/이자명(투니버스), 이세레나(대원방송)다.

## 행적
늘 놀기만 하는 만타로에게 잔소리를 한다. 스구루와 만타로를 두번씩이나 겪어서, 힘들어 하기도 하지만, 마지막 순간에 어마어마한 힘을 내는 스구루와 만타로를 떠날 수 없는 듯 하다. 그의 친아버지는 원로회장 민치.